# Homemade
Homemade – drugi studyjny album polskiej popowej wokalistki Karoliny Kozak. Wydawnictwo ukazało się 5 marca 2012 roku i dotarło do 29. miejsca listy sprzedaży OLiS w Polsce. Gościnnie w utworze „Heart pounding” wystąpił jeden z uczestników programu X Factor, Dawid Podsiadło.

## Single
17 lutego 2012 roku wytwórnia Sony Music wydała na pierwszy singel Karoliny utwór „Mimochodem”. Artystka kręciła teledysk do niego w Savannah (Stany Zjednoczone). W jednym z wywiadów powiedziała:

Tam przeżyłam najbardziej intensywny i surrealistyczny tydzień w swoim życiu. Przeniosłam się w czasie i przestrzeni. W inny świat pełen iluzji, bo przecież nie ma miejsc na świecie, w których zawsze świeci słońce, ludzie są mili i otwarci, nikt nie mówi "nie" i każdy każdemu chętnie we wszystkim pomaga. Nie zdarza się też, by po 20 minutach rozmowy światowej sławy fotograf wręczał klucze do swojego domu i pracowni obcym ludziom, by ułatwić im pracę podczas jego nieobecności. Jako przybysze z odległej i jakże odmiennej rzeczywistości daliśmy się ponieść tej fantazji i wykorzystaliśmy ją do granic możliwości. Nakręciliśmy tam 2 teledyski i "making of".

## Lista utworów
1. „Mimochodem” – 3:59
2. „I tak bez końca” – 5:26
3. „Nudzę się” – 4:37
4. „Bez pytania” – 3:40
5. „Heart Pounding” (feat. Dawid Podsiadło) – 6:12
6. „Pod włos” – 5:20
7. „Burza” – 4:37
8. „Pstryk pstryk” – 4:11
9. „S.A.D.” – 5:15